# Marc Overmars
Marc Overmars (n. 29 martie 1973, Emst⁠(d), Gelderland, Țările de Jos) este un fost fotbalist neerlandez și fost director de fotbal la echipa belgiană Royal Antwerp F.C. Anterior, a fost director de fotbal la Ajax Amsterdam. În timpul carierei sale de fotbalist, a jucat pe postul de extremă și a fost renumit pentru viteza și abilitățile sale tehnice.

## Palmares

### Club
Ajax
- Eredivisie (3): 1993–94, 1994–95, 1995–96
- KNVB Cup: 1992–93
- Johan Cruijff Shield: 1993
- UEFA Champions League: 1994–95
- Supercupa Europei: 1995
- Cupa Intercontinentală: 1995

Arsenal
- Premier League: 1997–98
- FA Cup: 1997–98
- FA Community Shield:[a]  1998

Sursa: 

### Individual
- Talent Anului în Fotbalul Olandez: 1992[4]
- Gheata de Aur a Olandei: 1993[5]
- FIFA World Cup Best Young Player: 1994[6]

## Statistici carieră
| Club              | Sezon         | Campionat      | Campionat | Campionat | Cupă1   | Cupă1  | Europa  | Europa | Total   | Total  |
| Club              | Sezon         | Divizie        | Meciuri   | Goluri    | Meciuri | Goluri | Meciuri | Goluri | Meciuri | Goluri |
| ----------------- | ------------- | -------------- | --------- | --------- | ------- | ------ | ------- | ------ | ------- | ------ |
| Go Ahead Eagles   | 1990–91       | Eerste Divisie | 11        | 1         | 0       | 0      | 0       | 0      | 11      | 1      |
| Willem II Tilburg | 1991–92       | Eredivisie     | 31        | 1         | 0       | 0      | 0       | 0      | 31      | 1      |
| Ajax              | 1992–93       | Eredivisie     | 34        | 3         | 5       | 4      | 8       | 1      | 47      | 8      |
| Ajax              | 1993–94       | Eredivisie     | 34        | 12        | 4       | 0      | 5       | 0      | 43      | 12     |
| Ajax              | 1994–95       | Eredivisie     | 28        | 8         | 3       | 0      | 11      | 1      | 42      | 9      |
| Ajax              | 1995–96       | Eredivisie     | 15        | 11        | 0       | 0      | 6       | 2      | 21      | 13     |
| Ajax              | 1996–97       | Eredivisie     | 25        | 2         | 1       | 0      | 10      | 0      | 36      | 2      |
| Arsenal           | 1997–98       | Premier League | 32        | 12        | 12      | 4      | 2       | 0      | 46      | 16     |
| Arsenal           | 1998–99       | Premier League | 37        | 6         | 7       | 4      | 4       | 1      | 48      | 11     |
| Arsenal           | 1999–2000     | Premier League | 31        | 7         | 2       | 1      | 14      | 5      | 47      | 13     |
| Barcelona         | 2000–01       | La Liga        | 31        | 8         | 5       | 0      | 10      | 0      | 46      | 8      |
| Barcelona         | 2001–02       | La Liga        | 20        | 0         | 1       | 0      | 11      | 1      | 32      | 1      |
| Barcelona         | 2002–03       | La Liga        | 26        | 6         | 0       | 0      | 6       | 1      | 32      | 7      |
| Barcelona         | 2003–04       | La Liga        | 20        | 1         | 3       | 2      | 8       | 0      | 31      | 3      |
| Go Ahead Eagles   | 2008–09       | Eerste Divisie | 24        | 0         | 0       | 0      | 0       | 0      | 24      | 0      |
| Total carieră     | Total carieră | Total carieră  | 399       | 78        | 43      | 15     | 95      | 12     | 537     | 105    |

1Include KNVB Cup, Football League Cup, FA Cup, Copa del Rey și Supercopa de España. Nu sunt incluse Dutch Supercup, FA Community Shield și Copa Catalunya.

### Internațional
| Țările de Jos | Țările de Jos | Țările de Jos |
| An            | Meciuri       | Goluri        |
| ------------- | ------------- | ------------- |
| 1993          | 7             | 1             |
| 1994          | 14            | 1             |
| 1995          | 8             | 4             |
| 1996          | 2             | 0             |
| 1997          | 4             | 0             |
| 1998          | 14            | 4             |
| 1999          | 3             | 0             |
| 2000          | 10            | 4             |
| 2001          | 8             | 1             |
| 2002          | 2             | 0             |
| 2003          | 8             | 1             |
| 2004          | 6             | 1             |
| Total         | 86            | 17            |

Sursa: 

### Goluri internaționale
| #   | Data             | Stadion                      | Adversar       | Rezultat | Competiția                                             | Note                                 | Ref           |
| --- | ---------------- | ---------------------------- | -------------- | -------- | ------------------------------------------------------ | ------------------------------------ | ------------- |
| 1.  | 24 February 1993 | Stadion Galgenwaard, Utrecht | Turcia         | 3–1      | Calificările pentru Campionatul Mondial de Fotbal 1994 | A marcat la debutul său la națională | [ 12 ] [ 13 ] |
| 2.  | 12 June 1994     | Varsity Stadium, Toronto     | Canada         | 3–0      | Meci amical                                            |                                      | [ 14 ]        |
| 3.  | 11 October 1995  | Ta'Qali Stadium, Ta'Qali     | Malta          | 4–0      | Preliminariile Campionatului European de Fotbal 1996   |                                      | [ 15 ]        |
| 4.  | 11 October 1995  | Ta'Qali Stadium, Ta'Qali     | Malta          | 4–0      | Preliminariile Campionatului European de Fotbal 1996   |                                      | [ 15 ]        |
| 5.  | 11 October 1995  | Ta'Qali Stadium, Ta'Qali     | Malta          | 4–0      | Preliminariile Campionatului European de Fotbal 1996   |                                      | [ 15 ]        |
| 6.  | 15 November 1995 | De Kuip, Rotterdam           | Norvegia       | 3–0      | Preliminariile Campionatului European de Fotbal 1996   |                                      | [ 15 ]        |
| 7.  | 1 June 1998      | Philips Stadion, Eindhoven   | Paraguay       | 5–1      | Meci amical                                            |                                      | [ 16 ]        |
| 8.  | 1 June 1998      | Philips Stadion, Eindhoven   | Paraguay       | 5–1      | Meci amical                                            |                                      | [ 16 ]        |
| 9.  | 5 June 1998      | Amsterdam ArenA, Amsterdam   | Nigeria        | 5–1      | Meci amical                                            |                                      | [ 16 ]        |
| 10. | 20 June 1998     | Stade Vélodrome, Marseille   | Coreea de Sud  | 5–0      | Campionatul Mondial de Fotbal 1998                     |                                      | [ 17 ]        |
| 11. | 27 May 2000      | Amsterdam ArenA, Amsterdam   | România        | 2–1      | Meci amical                                            |                                      | [ 18 ]        |
| 12. | 25 June 2000     | De Kuip, Rotterdam           | Iugoslavia     | 6–1      | Euro 2000                                              |                                      | [ 19 ]        |
| 13. | 25 June 2000     | De Kuip, Rotterdam           | Iugoslavia     | 6–1      | Euro 2000                                              |                                      | [ 19 ]        |
| 14. | 7 October 2000   | GSP Stadium, Nicosia         | Cipru          | 4–0      | Calificările pentru Campionatul Mondial de Fotbal 2002 |                                      | [ 20 ]        |
| 15. | 25 April 2001    | Philips Stadion, Eindhoven   | Cipru          | 4–0      | 2002 FIFA World Cup qualification                      |                                      | [ 21 ]        |
| 16. | 7 June 2003      | Dinamo Stadium, Minsk        | Belarus        | 2–0      | Preliminariile Campionatului European de Fotbal 2004   |                                      | [ 22 ]        |
| 17. | 1 June 2004      | Stade Olympique, Lausanne    | Insulele Feroe | 3–0      | Meci amical                                            |                                      | [ 23 ]        |